# Earl of Kildare

Wappen der Earls of Kildare

Earl of Kildare ist ein erblicher britischer Adelstitel in der Peerage of Ireland.

## Verleihung
Der Titel wurde am 14. Mai 1316 von König Edward II. an John FitzThomas FitzGerald, Herr der feudalen Baronie Offaly, verliehen. 
Der 10. Earl wurde 1537 wegen Hochverrats geächtet, wodurch ihm der Titel aberkannt wurde. Am 13. Mai 1554 wurde der Titel Earl of Kildare ein zweites Mal vergeben, nämlich an den Halbbruder und Titelerben des 10. Earl. Am 23. Februar 1569 wurde diesem auch der ursprüngliche Titel von 1316 wiederhergestellt. Der 11. Earl besaß somit zwei Titelpatente. 1599 erlosch der 1554 verliehe Titel mit dem Tod des 13. Earls, der 1316 verliehene Titel existierte jedoch weiter.
Der 16. Earl erbte beim Tod seiner Cousine zweiten Grades Lettice Digby, 1. Baroness Offaly (um 1578–1658) auch deren Titel Baron Offaly, der dieser am 9. Juli 1620 in der Peerage of Ireland verliehen worden war.
Dem 20. Earl wurden 1747 in der Peerage of Great Britain der Titel Viscount Leinster, of Taplow in the County of Buckingham, 1761 in der Peerage of Ireland die Titel Marquess of Kildare und Earl of Offaly, sowie 1766 in der Peerage of Ireland der Titel Duke of Leinster verliehen. Der Titel Earl of Kildare ist seither ein nachgeordneter Titel des Dukes.

## Earls of Kildare (1316)
- John FitzGerald, 1. Earl of Kildare (1250–1316)
- Thomas FitzGerald, 2. Earl of Kildare († 1328)
- Richard FitzGerald, 3. Earl of Kildare (1317–1329)
- Maurice FitzGerald, 4. Earl of Kildare (1318–1390)
- Gerald FitzGerald, 5. Earl of Kildare († 1410)
- John FitzGerald, 6. Earl of Kildare († 1427)
- Thomas FitzGerald, 7. Earl of Kildare († 1478)
- Gerald FitzGerald, 8. Earl of Kildare (1456–1513)
- Gerald FitzGerald, 9. Earl of Kildare (1487–1534)
- Thomas FitzGerald, 10. Earl of Kildare (1513–1537) (verwirkt 1537)
- Gerald FitzGerald, 11. Earl of Kildare (1525–1585) (wiederhergestellt 1569)
- Henry FitzGerald, 12. Earl of Kildare (1562–1597)
- William FitzGerald, 13. Earl of Kildare († 1599)
- Gerald FitzGerald, 14. Earl of Kildare († 1612)
- Gerald FitzGerald, 15. Earl of Kildare (1611–1620)
- George FitzGerald, 16. Earl of Kildare (1612–1660)
- Wentworth FitzGerald, 17. Earl of Kildare (1634–1664)
- John FitzGerald, 18. Earl of Kildare (1661–1707)
- Robert FitzGerald, 19. Earl of Kildare (1675–1744)
- James FitzGerald, 1. Duke of Leinster, 20. Earl of Kildare (1722–1773)
- William FitzGerald, 2. Duke of Leinster, 21. Earl of Kildare (1749–1804)
- Augustus FitzGerald, 3. Duke of Leinster, 22. Earl of Kildare (1791–1874)
- Charles FitzGerald, 4. Duke of Leinster, 23. Earl of Kildare (1819–1887)
- Gerald FitzGerald, 5. Duke of Leinster, 24. Earl of Kildare (1851–1893)
- Maurice FitzGerald, 6. Duke of Leinster, 25. Earl of Kildare (1887–1922)
- Edward FitzGerald, 7. Duke of Leinster, 26. Earl of Kildare (1892–1976)
- Gerald FitzGerald, 8. Duke of Leinster, 27. Earl of Kildare (1914–2004)
- Maurice FitzGerald, 9. Duke of Leinster, 28. Earl of Kildare (* 1948)

Titelerbe (Heir Presumptive) ist der Neffe des derzeitigen Titelinhabers, Edward FitzGerald (* 1988).